# Soberanía monetaria
La soberanía monetaria se define como el poder económico que posee un Estado para emitir su propia unidad monetaria, controlar aspectos como la tasa de cambio con otras divisas, el régimen cambiario y los tipos de interés para su moneda en curso, así como también otros asuntos vinculados al dinero al interior de los territorios donde ejerce su soberanía nacional. Suele ser considerado como un tipo de nacionalismo económico, que asocia distintos grados de medidas proteccionistas en la política monetaria de una nación en favor de sus propios intereses. Normalmente la entidad financiera encargada de ejecutar estas funciones es un banco central de carácter nacional. 
Los países que adoptan una moneda común/única (como el euro en la eurozona), ceden o mejor dicho, comparten su soberanía monetaria en función de una entidad financiera central supranacional (Banco Central Europeo), ya que la política monetaria la marcan todos los Estados miembros de la eurozona gracias al Eurogrupo, al Sistema de Bancos Centrales y al Eurosistema con la dirección y liderazgo del BCE. No obstante, si la moneda en cuestión es el curso legal de un país que es adoptada por otro, ya sea parcial o totalmente, es considerado como un tipo de expansionismo económico. Asimismo, cuando una nación adopta una moneda extranjera como la única moneda en curso, pierde su soberanía monetaria. Por ejemplo, en el caso de economías dolarizadas, la soberanía monetaria se ve afectada al tener que regirse por la política y condiciones del Sistema de la Reserva Federal de Estados Unidos.